# Theo Hendriks (Tweede Kamerlid)
Theodorus Josephus Maria (Theo) Hendriks (Zutphen, 18 juli 1928 – Goirle, 1 juli 2015) was een Nederlandse stedenbouwkundige en politicus.
Hij werkte als auteur/recensent voor enkele wetenschappelijke tijdschriften en als stedebouwkundig hoofdingenieur in Tilburg.
Hendriks was van 1994 tot 1998 een opvallend Tweede Kamerlid. Hij werd gekozen voor het AOV, maar kwam vanwege zijn solistische optreden al direct in conflict met fractieleider Jet Nijpels. Hij werd vijf maanden na zijn verkiezing uit de AOV-fractie gezet. Als eenling in de Groep Hendriks viel hij op door zijn nogal onconventionele en controversiële optreden. Hij hield zich vaak niet aan de parlementaire gewoonten en was daardoor soms lastig voor de Tweede Kamervoorzitter.
Hij overleed op 86-jarige leeftijd in zijn woonplaats Goirle.
Zijn zoon Oscar was in 1989 bij de Europese verkiezingen lijsttrekker van de partij "God Met Ons".
- Biografisch Portaal: 89120508
- Parlement.com: vg09lllb3opl